# Kensington Books
Les éditions Kensington Publishing Corp. appelées Kensington Books sont une maison d'édition américaine spécialisée dans l'édition de livres de poche populaires dits Mass-market paperback, de livres de poche de réédition appelés Trade paperback et d'éditions originales en couverture rigide, appelés hardcover.

## Histoire
La maison d'édition fut fondée en 1974 par Walter Zacharius et Roberta Bender Grossman. En 1988 Kensington racheta la maison d'édition Pinnacle Books et 2000 les éditions Citadel Press. La reprise de Citadel Press permet à Kensington Books de s'orienter vers un public de non-fiction avec notamment la série à succès "100" de Citadel. En 2008 Kensington fait l'acquisition des actifs d'édition d'Holloway House Publishers (éditeurs d'Iceberg Slim),.

## Administration
Depuis 1989, Michael Rosamilia, vice-président de Kensington Publishing Corp., assure la fonction de directeur financier de la société. Steven Zacharius, fils du fondateur, est président et directeur général de la société depuis 2005. Laurie Parking est vice-présidente et éditrice. Adam Zacharius, petit-fils de Walter Zacharius et fils de Steven, travaille au sein de l'entreprise.

## Noms d'édition
- Aphrodisia (érotisme)
- Brava (romans érotiques)
- Citadel (ouvrages d'intérêt général non-fiction, éditions Lyle Stuart)
- Dafina (littérature noire américaine) - spécialisé pour la littérature de fiction et de non-fiction pour la clientèle afro-américaine avec des auteurs vedettes tels que Mary Monroe, Mary B. Morrison et Carl Weber.
- Lyrical Press, la première édition numérique de Kensington.
- Marimba, littérature pour les enfants.
- Pinnacle (fiction : thrillers, true crime, western)
- Twin Streams (wicca, médecine non conventionnelle)
- Urban Soul (fictions pour femmes, collaboration avec Urban Books)
- Vibe Street Lit
- Zebra (romance, romance Regency, et anciens fantasy et science-fiction)

## Anciens noms d'édition
- Bouquet
- Pinnacle Arabesque
- Precious Gems
- Splendor
- Voices

## Auteurs
Parmi les auteurs favoris de Kensington :
- Janet Dailey
- Joanne Fluke
- Hannah Howell (en)
- Lisa Jackson
- Ruby Jean Jensen
- William W. Johnstone
- William J. Mann
- Rich Merritt
- Fern Michaels (en)
- Monica Nolan
- Cal Orey
- Caitlin Rother (en)
- Franklin Schneider
- Wendy Corsi Staub
- Ellen Marie Wiseman

## Série "Les 100" de Citadel Press
La série "100" de Citadel Press est une série de livres ayant pour sujet les 100 personnes les plus influentes dans diverses catégories déterminées par les auteurs
Parmi ces titres :
- Les 100 : classement des personnes les plus influentes de l’histoire, par Michael H. Hart, 1978 (The 100 : A Ranking of the Most Influential Persons in History)
- The Black 100: A Ranking of the Most Influential African-Americans, Past and Present, Columbus Salley, 1993[8]
- The Civil War 100: A Ranking of the Most Influential People in the War Between the States, Robert Wooster, 1998
- The Fictional 100: A Ranking of the Most Influential Characters in World Literature and Legend, Lucy Pollard-Gott, 1998[9]
- The Film 100: A Ranking of the Most Influential People in the History of the Movies, Scott Smith, 1998,  (ISBN 978-0806519401)
- The Gay 100: A Ranking of the Most Influential Gay Men and Lesbians, Past and Present, Paul Elliott Russell, 2002
- The Golf 100: Ranking the Greatest Golfers of All Time, Robert McCord, 2001
- The 100 Greatest Heroes: Inspiring Profiles of One Hundred Men and Women Who Changed the World, H. Paul Jeffers, 2003
- The Hispanic 100: A Ranking of the Latino Men and Women Who Have Most Influenced American Thought and Culture, Himilce Novas, 1995
- The Italian 100: A Ranking of the Most Influential, Cultural, Scientific, and Political Figures, Past and Present, Stephen J. Spignesi et Michael Vena, 1998
- The Jewish 100: A Ranking of the Most Influential Jews of All Time, Michael Shapiro, 1994
- The Legal 100: A Ranking of the Individuals Who Have Most Influenced the Law, Darien A. McWhirter, 1998
- The Medical 100: A Ranking of the Most Influential People in Medicine, Past and Present, John G. Simmons, 1999
- The Military 100: A Ranking of the Most Influential Military Leaders of All Time, Michael Lee Lanning, 1996
- The Scientific 100: A Ranking of the Most Influential Scientists, Past and Present, John G. Simmons, 2000
- The Wealthy 100: From Benjamin Franklin to Bill Gates - A Ranking of the Richest Americans, Past and Present, Michael Klepper et Robert Gunther, 1996
- The World War II 100: A Ranking of the Most Influential Figures of the Second World War, Howard Langer, 2001

## Titres similaires chez d'autres éditeurs
- The Canadian 100: 100 Most Influential Canadians of the 20th Century, Graham Rawlinson, Arthur & Co.,1998
- 100 Hispanic-Americans Who Shaped American History, Rick Laezman, Bluewood Books, 2002
- The Irish 100: A Ranking of the Most Influential Irish Men and Women of All Time, Tom Philbin, Andrews McMeel Publishers, 1999,  (ISBN 0-8362-6841-5)
- Movers & Shakers: The 100 Most Influential Figures in Modern Business, Bloomsbury Publishing, 2003
- 100 Native Americans Who Shaped American History, Bonnie Juettner, Bluewood Books, 2002
- The Literary 100: A Ranking of the Most Influential Novelists, Playwrights, and Poets of All Time by Daniel S. Burt, Checkmark Books, 2000
- The Scottish 100: Portraits of History's Most Influential Scots, Duncan A. Bruce; Carroll & Graf Publishers, 2000[10]
- The Sports 100: The One Hundred Most Important People in American Sports History, Brad Herzog; Macmillan, 1995
- The Sports 100 : A Ranking of the Greatest Athletes of All Time, (réédition de The 100 Greatest Athletes of All-Time: A Sports Editor's Personal Ranking), Bert Randolph Sugar, Carol Publishing Group, 1995
- The 100 Most Influential Women of All Time: A Ranking Past and Present, Deborah G. Felder, Carol Publishing Group, 1995